# Pternandra cogniauxii
Pternandra cogniauxii är en tvåhjärtbladig växtart som beskrevs av Madhavan Parameswarau Nayar. Pternandra cogniauxii ingår i släktet Pternandra och familjen Melastomataceae. Inga underarter finns listade i Catalogue of Life.